# Biroia flavipennis
Biroia flavipennis är en stekelart som beskrevs av Günther Enderlein 1920. Biroia flavipennis ingår i släktet Biroia och familjen bracksteklar. Inga underarter finns listade.